# 10153 Goldman
10153 Goldman eller 1994 UB är en asteroid i huvudbältet som upptäcktes 26 oktober 1994 av den amerikanske astronomen Dennis di Cicco i Sudbury. Den är uppkallad efter Stuart J. Goldman.
Asteroiden har en diameter på ungefär 4 kilometer.